# Capilla de Ánimas (Santiago de Chile)
La capilla de Ánimas es un templo católico ubicado en la calle Teatinos del centro de la ciudad de Santiago, Chile. Fue construida en 1906, y su origen se remonta a los templos construidos contiguos a caminos, con el fin de que los viajeros —en este caso de los pasajeros que llegaban de la Estación Mapocho— pudieran tener un lugar para orar y entregar ofrendas por sus familiares difuntos o las ánimas del purgatorio.
El terremoto de 2010 dañó a la capilla, por lo que tuvo que ser cerrada. Fue restaurada en su fachada y muros, y reabierta en el año 2016.